# Javi Navarro
Pour les articles homonymes, voir Navarro (homonymie).
Francisco Javier Navarro est un footballeur espagnol né le 6 février 1974 à Valence (Espagne).
Il était défenseur central.

## Clubs
- 1993-1994 : Valence CF (3 matchs en D1)
- 1994-1995 : Logroñes CF (15 matchs en D1)
- 1995-2000 : Valence CF (52 matchs en D1)
- 2000-2001 : Elche CF (34 matchs en D2)
- 2001-2009 : FC Séville[1]

## Palmarès
- 4 sélections en équipe d'Espagne entre 2006 et 2007
- Vainqueur de la Coupe de l'UEFA en 2006 et 2007
- Vainqueur de la Supercoupe d'Europe en 2006
- Vainqueur de la Coupe d'Espagne en 2007